# Tlukové z Tošanovic
Tlukové z Tošanovic byli starým slezským rodem, patřili mezi pevně usazené rody v Těšínském knížectví. Někdy jsou psáni jako pánové z Tošonovic, Tošinovice, Tessinowitz.

## Historie

### Legenda
Podle legendy se odkazovali na staropolské rody, které měly erb známý jako Rawicz I. – Tento erb byl používaný v Polském království, v Těšínském knížectví, Rakousku-Uhersku a na území Svaté říše římské.

### Písemné zmínky
Tento rod je ve Těšínském Slezsku písemně doložen ke vsi Tošanovice (Dolní Tošanovice), která v létech 1302–1315 připomínána v soupisu desátků biskupství vratislavského. V roce 1316 je zde zapsán jistý Vincenc z Tošanovic.
V dějinách je nejvíce znám Zikmund Tluk z Tošanovic, který v roce 1533 koupil za 230 tolarů ves Třanovice od vratislavského kanovníka Kašpara Čela (Kacper Czelo z Czechowic) z Čechovic (Czechowice, Polsko). Jeho syn Kašpar II. se stal po smrti poslední těšínské kněžny Alžběty Lukrécie Těšínské († 1653) prvním regentem statků těšínské komory.

## Členové rodu
Rod Tluků byl velmi rozvětven. Genealogický průzkum provedl v roce 1994 Jiří Stibor a publikoval jej v odborném časopise Těšínsko. Členové tohoto rodu byli jak katolického vyznání, tak evangelického.
(řazeno chronologicky)

### Tlukové na Dolních Tošanovicích
1445–1449 Stanislav Tluk
1520–1533 Jan Tluk, také vlastnil Vojkovice
1540–1575 Zikmund Tluk. Měl syny: Jakuba, Kašpara, Stanislava, Balcara, Melichara, Buriana a Václava.
1593 Melichar Tluk
1598 Kašpar Tluk
1591–1604 Václav Tluk, jeho manželkou byla Barbora Prakšická ze Zástřizl.

### Tlukové na Vojkovicích
1520–1533 Jan Tluk, také vlastnil Dolní Tošanovice

### Tlukové na Horních Tošanovicích
1533 Kašparu Tluk, Kašpar II. Tluk
1602 Bohuš Tluk z Tošanovic
1619 Jan st. Tluk
1636–1648 Jan ml. Tluk
1665 Kašpar Tluk
1756 Josef Ignác Tluk a jeho manželka byla Josefa Křídlovská z Křídlovic

### Tlukové na Domaslavicích
1564 Zikmund Tluk
1565–1595 Jakub Tluk
Po roce 1600 Anna Marklovská z Žebráče, vdova po Jakubu Tlukovi.

### Tlukové v Třanovicích
Před rokem 1568 Fridrich Alexandr Tluk
Po roce 1568 Jiřík Tluk
1598–1604 Burian s manželkou Annou Rouseckou z Ejvaně a Stanislav Tluk
1651–1665 Kašpar Tluk
1673 Fridrich Alexandr Tluk, jeho manželkou byla Ludmila Zajíčková z Hošťálkovic.
1681 Jiří Rudolf Tluk (bratr Fridricha Alexandra). Pak jeho synové Ondřej, Antonín, Kašpar a Bohumír Tlukové
1705 Kašpar Tluk
1717 Bohumír Tluk, jeho manželkou byla Františka Wipplarová z Ušic.

### Tlukové na Dolním Těrlicku
1742 Karel Max Tluk

### Tlukové v Prostředních Tošanovicích
1752–1754 Jan Rudolf Tluk, jeho manželka byla Anna Harasovská z Harasova.

## Erb

### Rawicz I.
Základní popis erbu byl: Na stříbrném poli je zlatá miska s třemi červenými růžemi s listy, nebo i bez. V klenotu pak taktéž miska s třemi růžemi. Přikryvadla jsou červená.

### Tlukové
Erb je obvykle popisován takto: V modrém štítu je proutěný koš, ze kterého vyrůstá devět zlatých klasů. V klenotu jsou tři pštrosí pera, červené barvy. Přikryvadla jsou červeno-zlatá.
Někdy je vyobrazen se záměnou:
- proutěný koš za zlatý škopek
- klasy za zelené stonky s devíti stříbrnými květy lilií
- červená pera za pera v modré, červené a zlaté barvě
- červeno-zlatá přikryvadla za modro-zlatá

## Majetek
(řazeno chronologicky)
Dolní Tošanovice: od roku 1445
Tvrz v Dolních Tošanovicích: od roku 1445, v 19. století přestavěna na Zámek Dolní Tošanovice.
Ves Vojkovice: okolo roku 1520
Horní Tošanovice: 1533–1764
Dolní Třanovice: asi od roku 1533
Prostřední Tošanovice: 1752
Hnojník: 16. století
Dobratice: 1602
Statek Vělopolí: 1665
Dolní Těrlicko: 1742
Zámek Rychvald (Starý dvůr): v 17. století

## Galerie

Rawicz II.
Erb rodu Tluků